# 1979年大韩民国

## 政府
- 總統：朴正熙→崔圭夏 (代理）
- 總理：崔圭夏→申鉉碻

## 大事紀

### 10月
- 10月26日——總統朴正熙與青瓦台警護室長車智澈在首爾宮井洞，被中央情報部部長金載圭槍殺身亡。

### 12月
- 12月6日：崔圭夏當選總統。
- 12月12日—雙十二政變。

## 逝世
- 10月26日——朴正熙，政治人物，韓國總統。
- 10月26日——車智澈，政治人物，青瓦臺警護室長。